# Dieter Krassnig
Dieter Krassnig (ur. 3 sierpnia 1973 w Klagenfurt am Wörthersee) – austriacki snowboardzista. Jego najlepszym wynikiem olimpijskim jest 4. miejsce w gigancie na igrzyskach w Nagano. Na mistrzostwach świata jego najlepszym wynikiem jest 6. miejsce w gigancie równoległym na mistrzostwach w Madonna di Campiglio. Najlepsze wyniki w Pucharze Świata osiągnął w sezonie 2003/2004, kiedy to był drugi w klasyfikacji generalnej.
W 2008 r. zakończył karierę.

## Sukcesy

### Igrzyska olimpijskie
| Miejsce | Dzień     | Rok  | Miejscowość    | Konkurencja       | Zwycięzca       |
| ------- | --------- | ---- | -------------- | ----------------- | --------------- |
| 4.      | 8 lutego  | 1998 | Nagano         | Gigant            | Ross Rebagliati |
| 14.     | 15 lutego | 2002 | Salt Lake City | Gigant równoległy | Philipp Schoch  |
| 8.      | 16 lutego | 2006 | Turyn          | Snowboardcross    | Seth Wescott    |

### Mistrzostwa Świata
| Miejsce | Dzień       | Rok  | Miejscowość          | Konkurencja       | Zwycięzca          |
| ------- | ----------- | ---- | -------------------- | ----------------- | ------------------ |
| 11.     | 22 stycznia | 2001 | Madonna di Campiglio | Gigant            | Jasey-Jay Anderson |
| 6.      | 24 stycznia | 2001 | Madonna di Campiglio | Gigant równoległy | Nicolas Huet       |
| 27.     | 26 stycznia | 2001 | Madonna di Campiglio | Slalom równoległy | Gilles Jaquet      |
| 7.      | 19 stycznia | 2003 | Kreischberg          | Snowboardcross    | Xavier de Le Rue   |
| 9.      | 16 stycznia | 2005 | Whistler             | Snowboardcross    | Seth Wescott       |
| 7.      | 19 stycznia | 2005 | Whistler             | Slalom równoległy | Jasey-Jay Anderson |
| 18.     | 14 stycznia | 2007 | Arosa                | Snowboardcross    | Xavier de Le Rue   |

### Puchar Świata

#### Miejsca w klasyfikacji generalnej
- 1996/1997 – 61.
- 1997/1998 – 59.
- 1998/1999 – 79.
- 1999/2000 – 2.
- 2000/2001 – 7.
- 2001/2002 – –
- 2002/2003 – –
- 2003/2004 – 2.
- 2004/2005 – –
- 2005/2006 – 42.
- 2006/2007 – 140.
- 2007/2008 – 218.

#### Miejsca na podium
1. Yakebitaiyama – 14 lutego 1997 (gigant) – 1. miejsce
2. Yakebitaiyama – 15 lutego 1997 (gigant) – 2. miejsce
3. Zell am See – 21 listopada 1997 (gigant) – 3. miejsce
4. Lienz – 13 stycznia 1998 (gigant) – 1. miejsce
5. Morzine – 9 stycznia 2000 (slalom równoległy) – 2. miejsce
6. Ischgl – 4 lutego 2000 (slalom równoległy) – 2. miejsce
7. Park City – 5 marca 2000 (gigant) – 1. miejsce
8. Livigno – 18 marca 2000 (gigant) – 3. miejsce
9. Ischgl – 2 grudnia 2000 (gigant równoległy) – 3. miejsce
10. Whistler – 11 grudnia 2000 (gigant) – 1. miejsce
11. Kreischberg – 7 stycznia 2001 (slalom równoległy) – 2. miejsce
12. Berchtesgaden – 9 lutego 2001 (slalom równoległy) – 2. miejsce
13. Alpe d’Huez – 11 stycznia 2002 (gigant równoległy) – 3. miejsce
14. Kreischberg – 24 stycznia 2002 (gigant równoległy) – 3. miejsce
15. Tandådalen – 4 grudnia 2003 (gigant równoległy) – 3. miejsce
16. Whistler – 11 grudnia 2003 (snowboardcross) – 3. miejsce
17. Saas-Fee – 30 października 2004 (snowboardcross) – 2. miejsce

- W sumie 4 zwycięstwa, 6 drugich i 7 trzecich miejsc.